# Bambusa truncata
Bambusa truncata är en gräsart som beskrevs av Bao Min Yang. Bambusa truncata ingår i släktet Bambusa och familjen gräs. Inga underarter finns listade i Catalogue of Life.